# Khủng hoảng eo biển Đài Loan lần 1
Khủng hoảng eo biển Đài Loan lần 1 (còn được gọi là Khủng hoảng eo biển Đài Loan 1954–1955) là một cuộc xung đột quân sự giữa hai chính thể là Cộng hòa Nhân dân Trung Quốc (CHNDTQ) và Trung Hoa Dân Quốc (THDQ). CHNDTQ đã chiếm giữ quần đảo Nhất Giang Sơn (一 江 山 岛), buộc THDQ phải rút khỏi quần đảo Đại Trần (大陈群岛). Hải quân Hoa Kỳ và THDQ đã hợp tác với nhau để di tản quân nhân và dân thường từ quần đảo Đại Trần đến Đài Loan. Mặc dù quần đảo Đại Trần đã đổi chủ trong cuộc khủng hoảng nhưng truyền thông Hoa Kỳ tập trung chủ yếu đến quần đảo Mã Tổ và Kim Môn, nơi thường xuyên diễn ra những cuộc đấu pháo.
Nội chiến Trung Quốc đã giảm về quy mô từ năm 1949 với việc chính quyền Quốc Dân Đảng của Tưởng Giới Thạch cùng với 1,3 triệu người ủng hộ rời Trung Quốc đại lục chuyển đến Đài Loan (còn gọi là Formosa).

## Xung đột
Trong khi Hoa Kỳ công nhận chính quyền Tưởng là chính quyền hợp pháp duy nhất cho toàn Trung Quốc, tổng thống Harry Truman tuyên bố vào ngày 5 tháng 1 năm 1950 rằng Hoa Kỳ sẽ không dính líu vào bất cứ tranh chấp nào ở eo biển Đài Loan, và rằng ông cũng sẽ không can thiệp nếu CHNDTQ tấn công Đài Loan. Tuy nhiên, sau khi chiến tranh Triều Tiên nổ ra ngày 25/6/1950, Truman đã tuyên bố rằng "trung lập hóa eo biển Formosa" là ưu tiên số một của Hoa Kỳ và ông điều hạm đội 7 của hải quân Hoa Kỳ đến eo biển Đài Loan nhằm ngăn chặn xung đột giữa Trung Hoa Dân quốc và Cộng sản Trung Quốc, đưa Đài Loan vào sự bảo hộ hiệu quả của Mỹ.